# Las Injurias

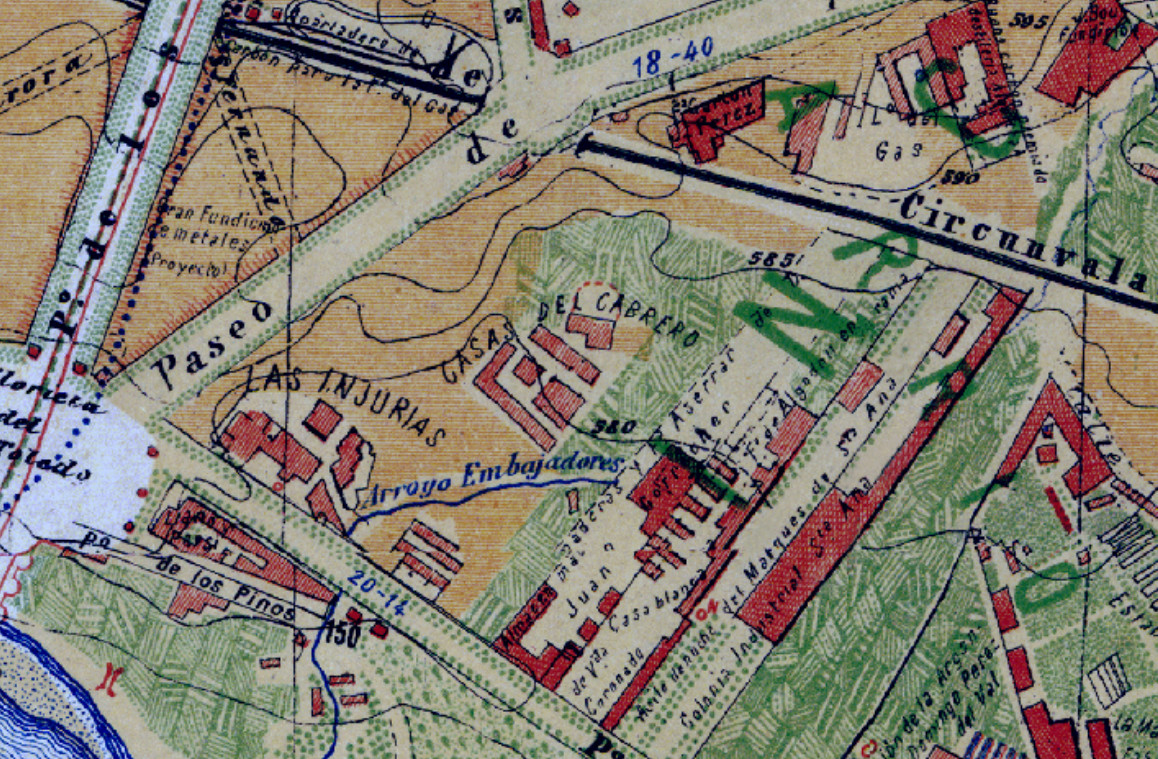
Las Injurias, según la localización de Facundo Cañada en su plano de 1900.

Las Injurias fue un barrio situado al sur del Madrid decimonónico, y vecino al barrio gitano de Las Cambroneras, junto al río Manzanares, no muy lejos del puente de Toledo. Clasificado por el Ayuntamiento madrileño como poblado chabolista, fue desalojado en 1906 y destruidas las construcciones que lo integraban.

En una hondonada, a la izquierda del Puente de Toledo, existe un grupo de humildísimas viviendas, llamado Barrio de las Injurias. Le componen unas 50 casas, desprovistas de condiciones higiénicas y en cercana vecindad con los gérmenes palúdicos del río y las miasmas del Depósito Judicial de cadáveres. Este Barrio alberga unos 150 vecinos, la mayoría de los cuales son obreros y pobres de solemnidad. El alquiler de los cuartos de estas fincas suele ser de 25 céntimos de peseta diarios, y su abono se hace al día.
publicado en Blanco y Negro (1906)

## Historia

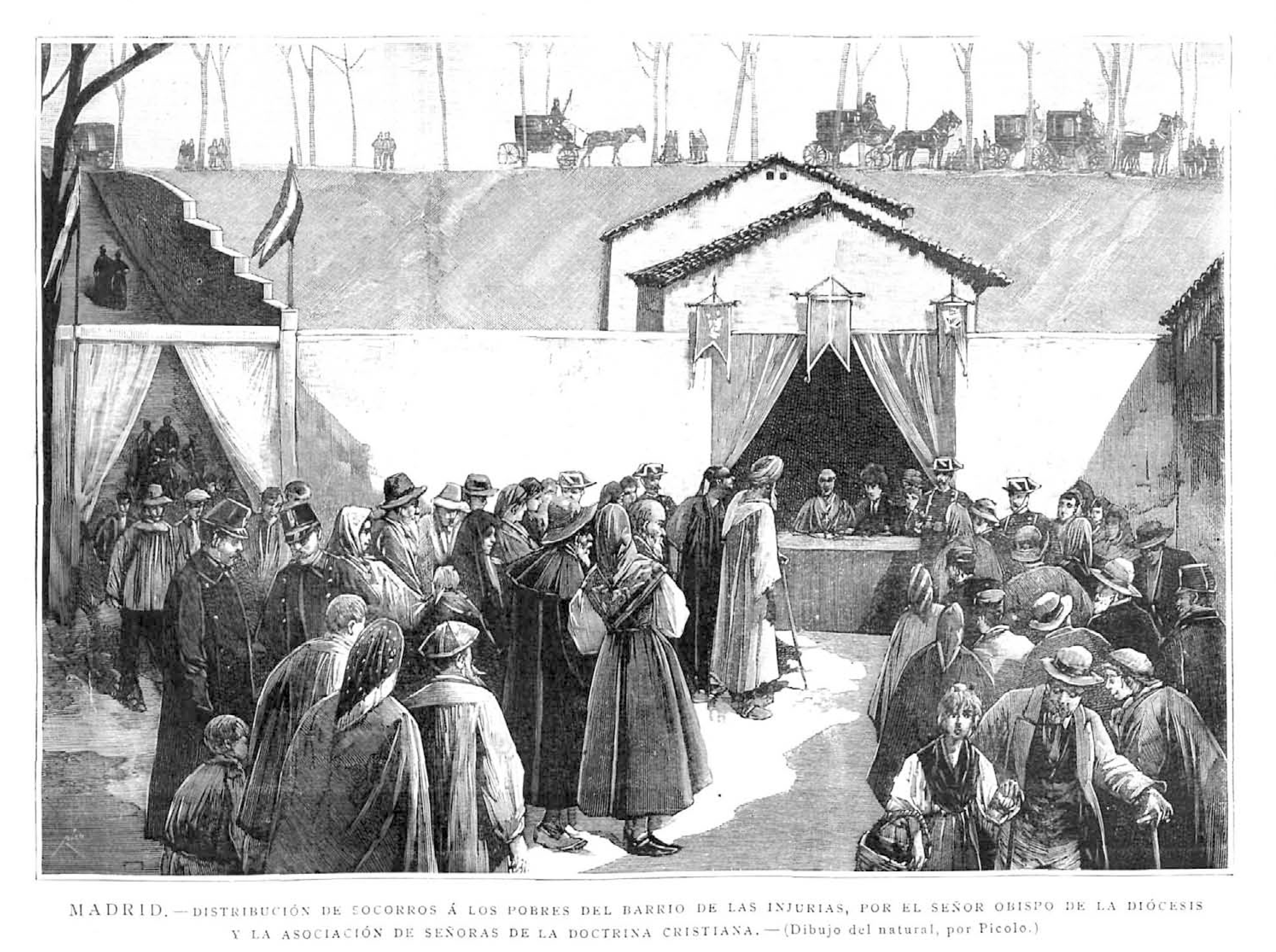
Distribución de socorros a los pobres del barrio de Las Injurias (1891)

El que se conocería como barrio de las Injurias tomó su nombre de la imagen católica venerada en un humilladero y dedicada al Cristo de las Injurias. La denominación se extendía al ‘paseo de ribera’ rotulado en los planos de 1856 y 1866 como paseo del Cristo de las Injurias, y renombrado luego paseo de Yeserías. y en cuyo entorno el empresario Manuel María de Santa Ana, dueño de La Correspondencia de España, fundó en 1886 el asilo de San Luis y Santa Cristina, como refugio de mendigos y desaparecido en la década de 1930, aunque al parecer insuficiente para absorber el alto índice de indigencia del Madrid durante la Restauración borbónica en España.
El escritor Pío Baroja, en su “Crónica: Hampa”, texto publicado en El Pueblo Vasco (1903), hacía esta reflexión y denuncia:

Madrid está rodeado de suburbios, en donde viven peor que en el fondo de África un mundo de mendigos, de miserables, de gente abandonada. ¿Quién se ocupa de ellos? Nadie, absolutamente nadie. Yo he paseado de noche por las Injurias y las Cambroneras, he alternado con la golfería de las tabernas de las Peñuelas y los merenderos de Cuatro Caminos (...) He visto mujeres amontonadas en las cuevas del Gobierno Civil y hombres echados desnudos al calabozo. He visto golfos andrajosos salir gateando de las cuevas del cerrillo de San Blas y les he visto contemplando cómo devoraban gatos muertos. (...) Y no he visto a nadie que se ocupara en serio de tanta tristeza.

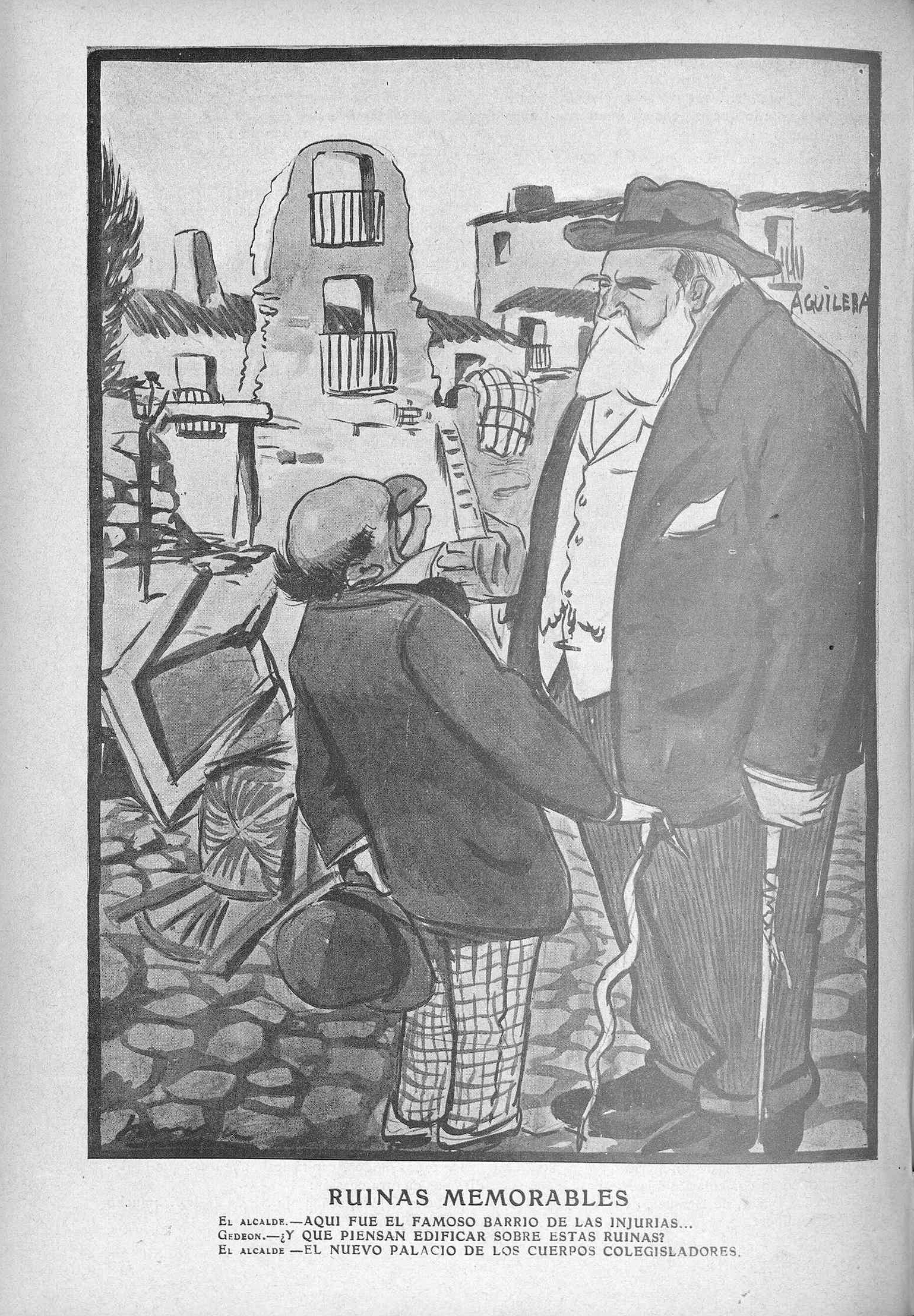
Caricatura de 1906 en la que aparece Alberto Aguilera y donde se hace referencia a las ruinas del barrio de Las Injurias

Se atribuye al alcalde Alberto Aguilera, dentro del plan de higiene de la villa de Madrid en el ejercicio de 1906, la orden de demolición del barrio y el consiguiente éxodo. La ejecución sin embargo la materializaría un invierno de lluvias y nieve, como recogía una noticia publicada en el diario ABC. Tres años después, el Ayuntamiento dispuso la demolición de la Casa del Cabrero, ocupada en 1909 por unas 800 familias, la mayoría de ellas refugiados de la catástrofe de 1906. No obstante, Las Injurias continuó quedando rotulada en los planos de la primera mitad del siglo xx, incluido el de 1950, obra de Alfonso Menéndez.

### Descripción

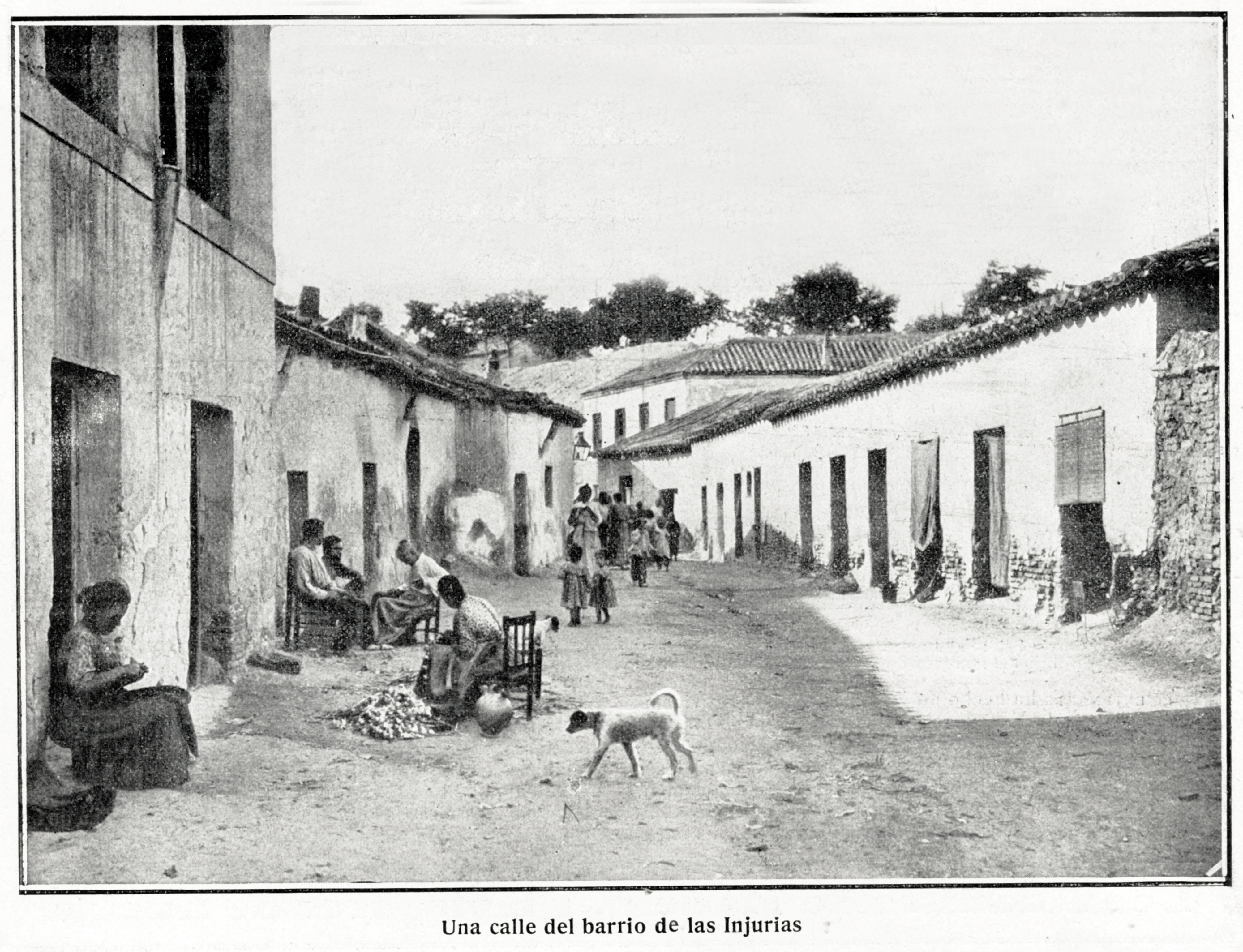
Una calle del barrio

El periodista Julio Vargas, en un artículo publicado el 26 de julio de 1885, hacía una estremecedora descripción de las barriadas suburbiales creadas en lo que luego sería el entorno de los paseos de las Acacias y Yeserías, en Madrid. Vargas denunciaba la existencia de un arroyo caudaloso de aguas negras que “repugnaban los ojos y ofendían gravemente al olfato”, identificando el “pestilente riachuelo” como la alcantarilla particular de las Peñuelas que desembocaba en la alcantarilla general que allí vertía al Manzanares; y denunciaba que dicha alcantarilla general estuviera “al descubierto en el barranco, a corta distancia del Gasómetro”, apreciando la falta de unos 50 metros lineales en el remate de su trazado que formaba así “una balsa de gruesas ondas y emanaciones insoportables”. Añadía el dato de la ausencia de agua potable, que obligaba a los desamparados habitantes del barrio de las Injurias a ir a buscar el agua a fuentes de barrios vecinos o el peligroso uso de pozos negros excavados junto a sus chabolas, que encerraban al barrio “dentro de un cordón pestilente e inmundo”, concluyendo su denuncia con la ironía de que el único cólera que había invadido el barrio “era el cólera municipal”. Sin embargo no pasó mucho tiempo antes de que se declarase una epidemia de cólera en el mes de agosto de aquel año con ocho muertos, casi todos en las llamadas Casas del Cabrero, «uno de los focos de hacinamiento y delincuencia más importantes de Madrid».

### El “doctor Muñiz”
El 26 de mayo de 1886, «solo nueve días después del que luego llegaría a reinar bajo el nombre de Alfonso XIII», nació en Las Injurias el que quizá fuera su más famoso vecino, Felipe Sandoval, que emergió de la miseria borbónica para ser sucesivamente: albañil, ayuda de cámara en París, oportunamente anarquista, atracador de bancos, y gánster durante la guerra civil española, conocido con el alias de “doctor Muñiz”.

## En la literatura
Mencionado por Galdós en su prólogo a Misericordia, novela publicada en 1897 y dedicada a los bajos fondos de la capital de España, y considerada la ópera máxima de síntesis de piedad y miseria en un submundo descarnado, dentro del marco de obras del Madrid galdosiano.
También Pío Baroja hace su glosa naturalista en Mala hierba (1904), segunda novela de la trilogía, La lucha por la vida.

El barrio de las Injurias se despoblaba, iban saliendo sus habitantes hacia Madrid... Era gente astrosa: algunos, traperos; otros, mendigos; otros, muertos de hambre; casi todos de facha repulsiva. Era una basura humana, envuelta en guiñapos, entumecida por el frío y la humedad, la que vomitaba aquel barrio infecto. Era la herpe, la lacra, el color amarillo de la terciana, el párpado retraído, todos los estigmas de la enfermedad y la miseria
Pío Baroja en Mala hierba (1904)

Las Injurias es uno de los escenarios en los que se desarrolla la novela de Luisa Ferro, El círculo del alba (Planeta, 2016), novela policiaca ambientada en distintos barrios de Madrid a principios del siglo XX. 
También en novela de Carmen Mola: La Bestia (Premio Planeta 2021) hace referencia en su página 98 al barrio de las Injurias, entre otros:"Vivían en los lugares más miserables de Madrid, en las Injurias, en las Peñuelas, en las Ventas del Espíritu Santo, junto al arroyo del Abroñigal..."